# John Joubert (criminel)
Pour les articles homonymes, voir John Joubert et Joubert.
John Joubert (2 juillet 1963 - 17 juillet 1996) était un tueur en série exécuté dans le Nebraska, aux États-Unis. Il avait été condamné pour le meurtre de trois garçons dans le Maine et le Nebraska.

## Enfance
Les parents de John Joubert ont divorcé lorsqu'il avait six ans. Il est alors parti vivre avec sa mère à Lawrence dans le Massachusetts. Sa mère ne l'a pas autorisé à rendre visite à son père, ce qui a amené John Joubert à la détester. En 1974, sa mère a décidé de déménager à Portland dans le Maine.
Lorsqu'il avait treize ans, il a poignardé une jeune fille avec un stylo et en a éprouvé une stimulation sexuelle lorsqu'elle a hurlé de douleur. Cela a provoqué chez lui un désir incontrôlable. Le jour suivant, il a entaillé une fille avec une lame de rasoir. Il n'a jamais été arrêté pour ces agressions.
Lors d'un autre incident, il a frappé et tenté d'étrangler un jeune garçon.
Il a continué à agresser d'autres personnes.

## Meurtres
Le 22 août 1982, un garçon de onze ans, Richard « Ricky » Stetson est parti faire son jogging à Portland dans le Maine. Ses parents, ne l'ayant pas vu rentrer le soir, ont appelé la police. Le jour suivant, un motard a aperçu le corps du jeune garçon à proximité de la route Interstate 295. Un couple racontera par la suite avoir aperçu un jeune homme blanc le suivre à vélo. Cet homme s'appelait John Joubert.
Il semblerait que l’agresseur ait tenté de le déshabiller avant de le poignarder et de l’étrangler.
Un suspect fut arrêté mais ses dents ne correspondaient pas à l’empreinte dentaire laissée sur le corps du jeune garçon. Il a donc été relâché après une année et demie de détention. Aucune autre piste ne sera révélée avant janvier 1984.
Danny Joe Eberle a, à son tour, disparu alors qu’il distribuait le journal Omaha World-Herald le dimanche 18 septembre 1983 à Bellevue dans le Nebraska. Son frère qui distribuait aussi le journal ne l'a pas vu lors de sa tournée mais se souvenait avoir vu un homme blanc le suivre dans une voiture de couleur foncée les jours précédents. Il apparut qu'Eberle n'ait distribué que 3 de ses 70 journaux ce jour-là. Au quatrième point de livraison, sa bicyclette a été retrouvée avec le reste des journaux. Il semblait n'y avoir aucune trace de lutte.
Joubert dira plus tard comment il a approché Eberle, confectionné le couteau et couvert la bouche du garçon avec sa main. Il l'a alors obligé à monter dans son véhicule avant de l’emmener hors de la ville.
Après trois jours de recherche, son corps a finalement été découvert à approximativement six kilomètres de l’endroit où son vélo fut retrouvé. Ses sous-vêtements lui avaient été arrachés, ses pieds et ses mains liés, sa bouche recouverte par un ruban adhésif chirurgical.
Joubert l’a poignardé neuf fois. S’agissant d’un enlèvement, le crime relevait de la juridiction fédérale, le FBI a donc été contacté.
Les investigations ont suivi plusieurs pistes, dont celle d’un jeune homme arrêté pour avoir molesté deux jeunes garçons environ une semaine avant le crime.
Celui-ci échoua au test du détecteur de mensonge et avait un faux alibi, cependant il ne correspondait pas au profil dressé par le FBI. Il fut relâché faute de preuves.
D’autres pédophiles du secteur furent interrogés mais l’enquête a piétiné du fait du manque d’indices.
Le 2 décembre, Christopher Walden a disparu à son tour de Papillion dans le Nebraska à approximativement cinq kilomètres de l’endroit où le corps du jeune Eberle fut retrouvé.
Les témoins déclarèrent à nouveau avoir vu un homme dans une voiture de couleur foncée.
Joubert a dit qu’il s'était avancé jusqu'au niveau de Walden, lui avait montré la gaine de son couteau alors qu’il marchait et lui avait ordonné de monter dans sa voiture.
Après avoir conduit jusqu'à des lignes de chemin de fer hors de la ville, il avait ordonné à Walden, qui s'était exécuté, de se déshabiller. Cependant, Walden a refusé de s’allonger. Après une brève lutte, Joubert l'a maîtrisé et poignardé.
Joubert a tranché la gorge de Walden, si profondément qu’il était presque décapité. Le corps de Walden a été retrouvé deux jours plus tard à huit kilomètres de la ville. Bien que les crimes soient similaires, il y avait des différences. Nous pouvons notamment citer que Walden n'était pas attaché, que son corps était mieux dissimulé, et qu'il semblait avoir été tué très rapidement après l’enlèvement.

## Arrestation
Le 11 janvier 1984, Barbara Weaver, une enseignante d’école maternelle qui se trouvait dans le secteur, a appelé la police pour dire qu’elle avait vu un jeune au volant d’une voiture.
Il y a des versions contradictoires sur ce qui s'est passé : certaines ont dit que la voiture traînait, d’autres que la voiture tournait en rond.
Lorsque le conducteur a vu que l’enseignante était en train d'écrire son numéro de plaque, il s'est arrêté et l'a menacée avant de s’échapper.
La voiture n’était pas foncée, mais fut tout de même recherchée. La voiture avait été louée par John Joubert, un technicien radar de l'Offutt Air Force Base.
Un avis de recherche a naturellement été lancé. Une corde similaire à celle utilisée pour Danny Joe Eberle a été découverte dans sa chambre. Le FBI a découvert que cette corde inhabituelle avait été produite pour l’armée américaine en Corée du Sud. Lors de l’interrogatoire, Joubert a avoué qu’il s’était procuré cette corde par le chef scout du groupe dont il faisait partie et dans lequel il était assistant.
Robert Ressler, le chef des profileurs à cette époque, a immédiatement eu accès aux informations concernant les deux jeunes garçons du Nebraska et a travaillé sur un profil auquel Joubert correspondait en tous points. Alors qu’il présentait le cas des deux garçons à une classe en formation à l’académie du FBI, à Quantico, une officier de Portland, dans le Maine, a relevé des similarités avec un cas dans sa juridiction à l'époque où Joubert y habitait. Il a alors contacté l’Air Force.
Les empreintes dentaires ont démontré que Joubert était responsable du meurtre dans le Maine en plus des deux qui ont eu lieu au Nebraska. Ressler et les enquêteurs du Maine ont pensé que Joubert avait rejoint l’Air Force uniquement dans le but de quitter le Maine après le meurtre de Stetson.
Des investigations plus poussées dans le Maine ont révélé deux crimes entre les agressions au stylo de la fille de neuf ans au Nebraska et le meurtre de Stetson en 1982.
En 1980, les investigations de Ressler ont démontré que Joubert avait entaillé un jeune garçon de neuf ans ainsi qu’une enseignante alors qu’il avait environ vingt ans. Toutes les deux avaient sérieusement été entaillés, et avaient eu de la chance de survivre.

## Procès et appels
Joubert avoua alors avoir tué les deux garçons, le 12 janvier il fut inculpé en raison de leurs meurtres. Après avoir plaidé non coupable dans un premier temps, il plaida ensuite coupable.
Plusieurs évaluations psychiatriques furent faites à son propos. L’une d’elles le définit comme ayant des troubles obsessionnels compulsifs et des tendances sadiques ainsi qu’une personnalité schizoïde.
Il apparut qu’il n’avait pas de troubles psychotiques au moment des crimes. Un panel de trois juges le condamna à mort pour deux des meurtres. Joubert fut aussi condamné à l’emprisonnement à vie dans le Maine (où la peine de mort n'existait pas) en octobre 1990 pour le meurtre de Ricky Stetson, ses empreintes dentaires correspondant aux marques relevées sur le corps.
En 1995, Joubert écrivit une requête en habeas corpus à la cour de district des États-Unis pour le district du Nebraska (en). Ses avocats argumentèrent que la circonstance aggravante d'« exceptionnelle dépravation » était inconstitutionnellement vague, ce à quoi la cour de district consentit. Cependant, l'État du Nebraska fit appel de cette décision devant la cour d'appel des États-Unis pour le huitième circuit, qui lui donna raison au motif que Joubert avait clairement fait preuve d'un comportement sadique en torturant Eberle et Walden. 
Joubert fut exécuté le 17 juillet 1996 par l’État du Nebraska sur la chaise électrique.

## Source
- (en) Cet article est partiellement ou en totalité issu de l’article de Wikipédia en anglais intitulé « John Joubert » (voir la liste des auteurs).